# Winifred Merrill Warren
Winifred Merrill Warren (24 de julio de 1898 - 11 de marzo de 1990) fue una violinista y educadora estadounidense, profesora de música en la Escuela Universitaria de Música de Indiana desde 1938 hasta 1961.

## Biografía
Winifred Merrill nació en Atlanta, Georgia, hija de Barzille Winfred Merrill y Mary Ann Neely Merrill. Su padre era violinista, alumno de Joseph Joachim y Bernhard Ziehn; enseñó música en Iowa y fue fundador y decano del departamento de música de la Universidad de Indiana. Winifred asistió al Instituto de Arte Musical de Nueva York, y continuó sus estudios en París en 1932. Sus maestros y mentores incluyeron a Édouard Dethier, Franz Kneisel, Percy Goetschius y Nadia Boulanger.
Se casó con Arthur Warren en 1961, año en que se retiró de la Universidad de Indiana. Murió en 1990, a la edad de 91 años, en Illinois. Donó su violín a la Fundación de la Universidad de Indiana, para el uso de estudiantes de este instrumento.

## Carrera
Como violinista dio su primer recital profesional en 1925, en Iowa. Fue solista invitada en la Orquesta Sinfónica de Minneapolis. Comenzó a enseñar música en la Universidad de Indiana en 1927. Se convirtió en profesora asistente en 1938, después de que su padre se retirara de la escuela. Formó el Indiana University Trio con dos de sus colegas, el violonchelista finlandés Lennart von Zweygberg y el pianista alemán Ernest Hoffzimmer. Enseñó dos veranos en Múnich con el programa de la Escuela de Música de Verano de la Universidad de Indiana. Dio un recital en solitario en el Carnegie Hall en 1944. "La señorita Merrill es, obviamente, una música que sabe lo que quiere hacer, y su intención y logro estuvieron estrechamente aliados", informó un crítico en 1950.
Escribió The Arthur Stories (1987), un libro de historias sobre su marido.